# Hideki Nagai
Hideki Nagai (jap. 永井 秀樹, Nagai Hideki; * 26. Januar 1971 in der Präfektur Kagoshima) ist ein ehemaliger japanischer Fußballspieler und -trainer.

## Karriere
Nagai erlernte das Fußballspielen in der Schulmannschaft der Kunimi High School und der Universitätsmannschaft der Kokushikan-Universität. Seinen ersten Vertrag unterschrieb er 1992 bei Verdy Kawasaki (heute: Tokyo Verdy). Der Verein spielte in der höchsten Liga des Landes, der J1 League. Mit dem Verein wurde er 1993 und 1994 japanischer Meister. 1992, 1993 und 1994 erreichte er das Finale des J.League Cup. 1995 wurde er an den Zweitligisten Fukuoka Blux ausgeliehen. 1996 wurde er an den Erstligisten Shimizu S-Pulse ausgeliehen. 1996 gewann er mit dem Verein den J.League Cup. 1997 kehrte er nach Verdy Kawasaki zurück. 1998 wechselte er zum Ligakonkurrenten Yokohama Flügels. 1998 gewann er mit dem Verein den Kaiserpokal. 1999 wechselte er zum Ligakonkurrenten Yokohama F. Marinos. 2001 kehrte er nach Tokyo Verdy zurück. 2004 wechselte er zu Ōita Trinita. Danach spielte er bei FC Ryūkyū und Tokyo Verdy. Ende 2016 beendete er seine Karriere als Fußballspieler.

## Erfolge
Verdy Kawasaki
- J1 League

Meister: 1993, 1994
- J.League Cup

Sieger: 1992, 1993, 1994
- Kaiserpokal

Finalist: 1992
Shimizu S-Pulse
- J.League Cup

Sieger: 1996
Yokohama Flügels
- Kaiserpokal

Sieger: 1998
Yokohama F. Marinos
- J1 League

Vizemeister: 2000